# Топка Вуттена

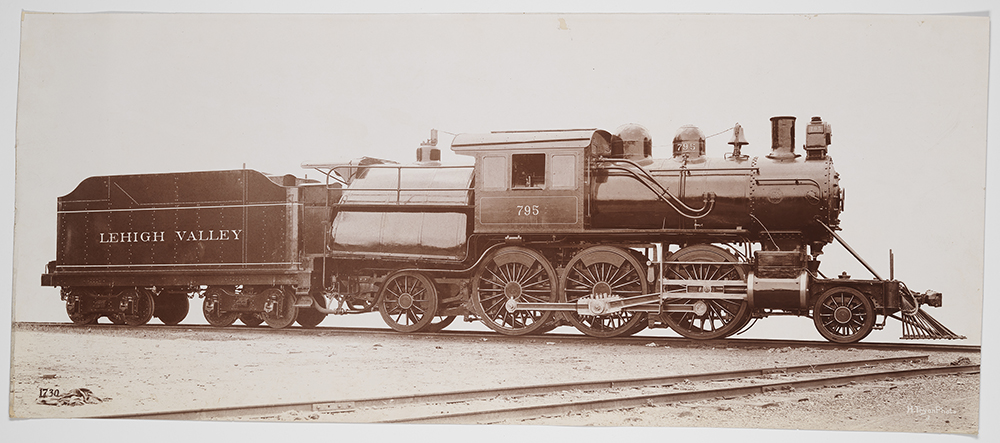
«Кэмелбэк» компании Lehigh Valley.
За будкой машиниста (на фото — слева) находится заметно выделяющаяся размерами топка Вуттена

Топка Вуттена — тип паровозной топки со значительно увеличенной колосниковой решёткой для обеспечения более полного сжигания штыба — мелких кусочков угля. Была предложена и в 1877 году запатентована инженером Джоном Вуттеном (англ. John E. Wootten). Данная топка применялась на мощных локомотивах, однако её большие размеры привели к появлению необычной конструкции — «кэмелбэк», когда будка машиниста расположена над паровым котлом.

## История
Восточная Пенсильвания содержит богатые залежи антрацита, что обусловило здесь развитие и железнодорожного транспорта для его перевозки. Однако около 20 % от общей массы добываемого угля приходилось на отходы в виде кусочков менее 1 см — штыб, который не представлял собой коммерческой ценности и за ненадобностью складировался близ шахт. Штыб не использовался из-за того, что его частицы уносились мощными потоками топочных газов, тем самым не сгорая полностью, вместо этого повреждая внутреннюю поверхность паровых котлов. Однако его очень низкая стоимость привела к появлению попыток искать решение данной проблемы.
Джон Вуттен был управляющим локомотивной службой компании Philadelphia & Reading Railroad, а в 1876 году вошёл в состав её гендиректоров. Он нашёл решение указанной выше проблемы в изменении конструкции топки. Ведь высококалорийный антрацит позволял использовать на паровозах узкие топки, которые были легче, однако данная конструкция также усиливала потоки горячих топочных газов. Но в случае значительного уширения топки при сохранении объёма подачи топлива скорость газовых потоков значительно снижалась и была уже недостаточной для уноса мелких кусочков угля, тем самым обеспечивая полное сгорание последних. Сперва увеличенные топки были опробованы дорогой для отапливания стационарных паровых котлов, а в 1877 году Вуттен получил патент на своё изобретение и попытался использовать его уже на паровозах.
Но большие размеры топки не позволяли как раньше разместить её между боковинами рамы, а только над ней, что в свою очередь создало проблему с закрытием обзора для локомотивной бригады. Из-за этого конструкторы были вынуждены расположить кабину машиниста у середины котла над движущими колёсами, что однако повышало опасность для людей в случае поломки движущего механизма или взрыва котла; кочегар размещался в небольшой будке в задней части локомотива. Такая конструкция паровозов получила официальное название «Матушка Хаббард» (англ. Mother Hubbard), однако гораздо большее распространение получило прозвище «Кэмелбэк». Из-за вопросов безопасности, с 1918 года были прекращены разработки новых паровозов такой конструкции, а в 1927 году — свёрнуто производство.
Идея применения на паровозах широкой топки однако получила распространение и в других странах, в том числе с 1907 года (серия К) она стала применяться и в российском паровозостроении.